# Thecla
Thecla är ett släkte av fjärilar som beskrevs av Fabricius 1807. Thecla ingår i familjen juvelvingar.

## Bildgalleri

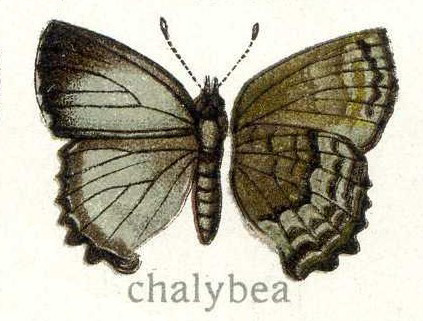
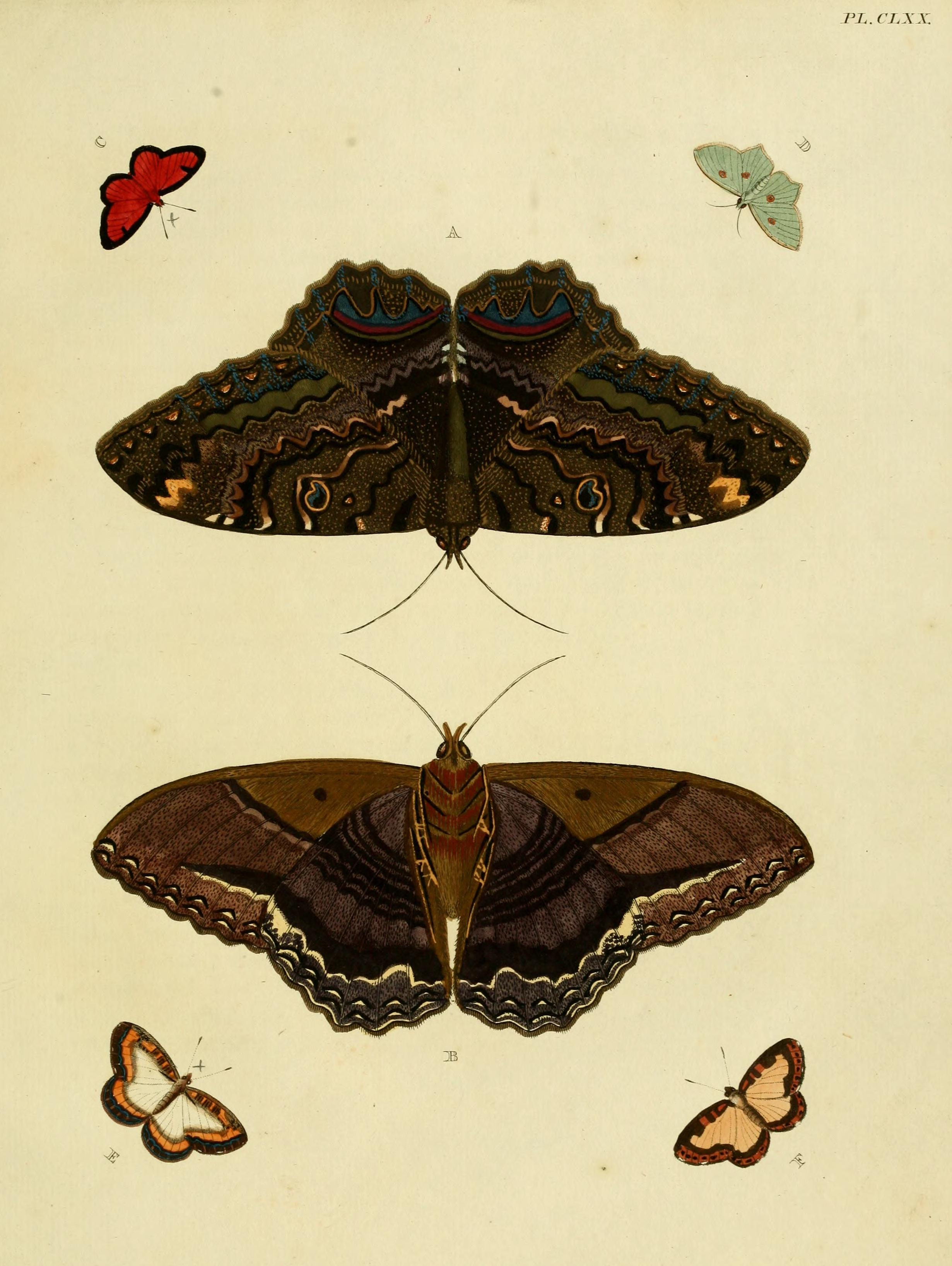
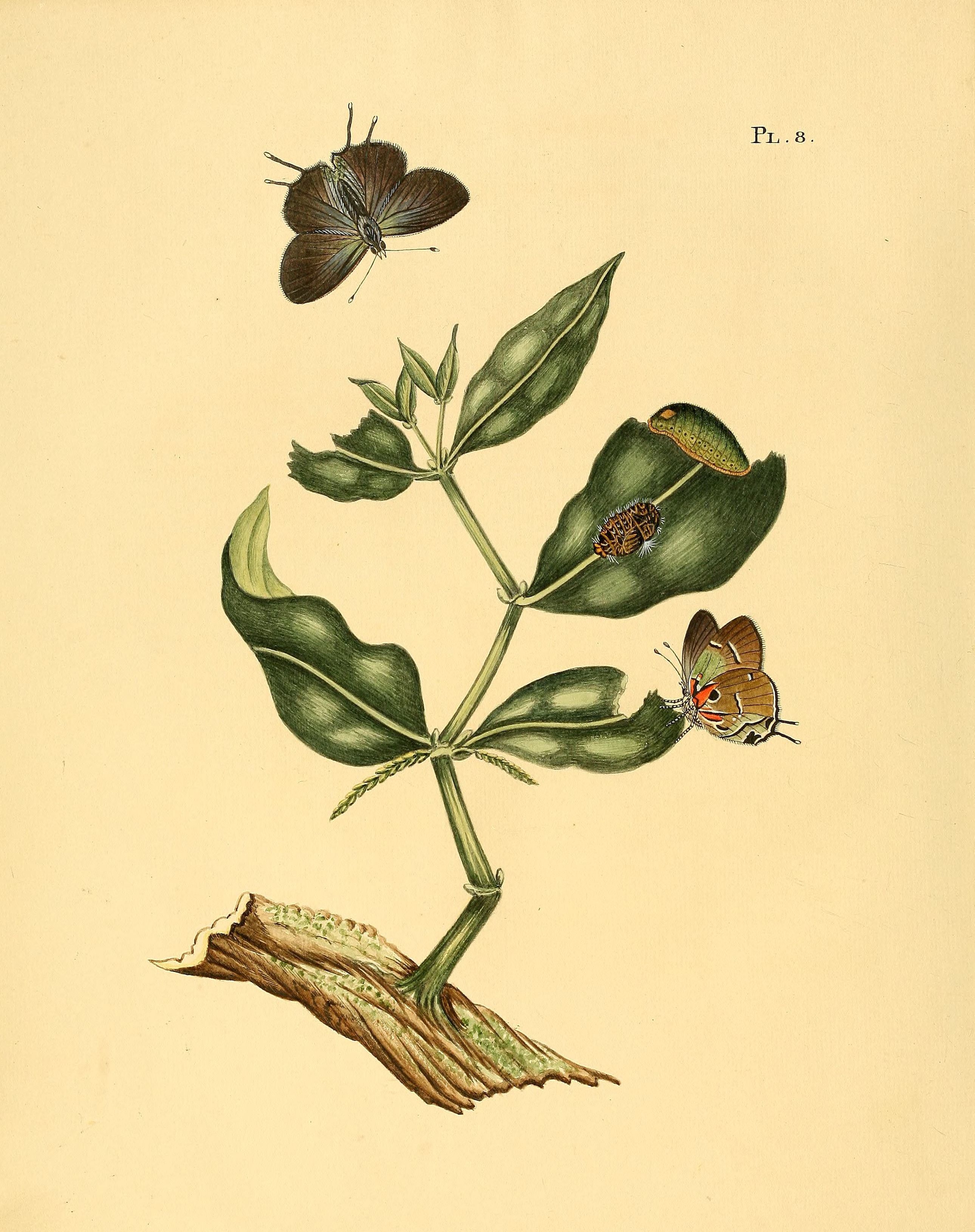

## Dottertaxa tillThecla, i alfabetisk ordning[1][2]
- Thecla abnormis
- Thecla acameda
- Thecla acaste
- Thecla acastoides
- Thecla acmon
- Thecla acontius
- Thecla actaeon
- Thecla adachii
- Thecla adela
- Thecla adenostomatis
- Thecla admsi
- Thecla adria
- Thecla adunca
- Thecla adusta
- Thecla aegides
- Thecla aeone
- Thecla aepea
- Thecla aepeona
- Thecla aethesa
- Thecla aetolus
- Thecla aganippe
- Thecla agra
- Thecla agrippa
- Thecla aguaca
- Thecla aholiba
- Thecla akio
- Thecla albata
- Thecla alboabdominalis
- Thecla albolineata
- Thecla albovirgata
- Thecla alcestis
- Thecla alda
- Thecla alihoba
- Thecla alpeona
- Thecla amatista
- Thecla ambrax
- Thecla americensis
- Thecla amethystina
- Thecla amphrade
- Thecla amplitudo
- Thecla amplus
- Thecla amyntor
- Thecla anacreon
- Thecla anastomosis
- Thecla angelia
- Thecla angerona
- Thecla angusta
- Thecla anna
- Thecla annulatus
- Thecla anthora
- Thecla antigua
- Thecla antinous
- Thecla aon
- Thecla aphaca
- Thecla aprica
- Thecla arachne
- Thecla arcula
- Thecla arene
- Thecla arenicola
- Thecla ares
- Thecla argentinensis
- Thecla argerona
- Thecla argiva
- Thecla argona
- Thecla arindela
- Thecla aritides
- Thecla arja
- Thecla armilla
- Thecla arogeus
- Thecla arola
- Thecla arpoxais
- Thecla arpoxida
- Thecla arria
- Thecla arsace
- Thecla aruma
- Thecla arza
- Thecla asa
- Thecla assula
- Thecla atena
- Thecla atesa
- Thecla athymbra
- Thecla atilla
- Thecla atrana
- Thecla atrius
- Thecla attalion
- Thecla atymna
- Thecla atymnides
- Thecla atys
- Thecla auda
- Thecla augusta
- Thecla augustinula
- Thecla augustinus
- Thecla augustula
- Thecla aunus
- Thecla aura
- Thecla aurantiaexcessa
- Thecla aurarina
- Thecla aurora
- Thecla aurugo
- Thecla autoclea
- Thecla autolycus
- Thecla avaloma
- Thecla avoca
- Thecla azaria
- Thecla azia
- Thecla azuba
- Thecla azurinus
- Thecla bacis
- Thecla bactriana
- Thecla badaca
- Thecla badeta
- Thecla baeton
- Thecla bagrada
- Thecla balius
- Thecla balzabamba
- Thecla barajo
- Thecla barba
- Thecla barrensis
- Thecla basalides
- Thecla batesii
- Thecla bathildis
- Thecla bathis
- Thecla bazochii
- Thecla bebrycia
- Thecla beera
- Thecla bellus
- Thecla bellusbipunctatus
- Thecla bellusexcessus
- Thecla bellusunipunctatus
- Thecla bennetti
- Thecla beon
- Thecla beroea
- Thecla bertha
- Thecla besidia
- Thecla bethulia
- Thecla betulae
- Thecla betulina
- Thecla bianca
- Thecla biangula
- Thecla biblia
- Thecla bicolor
- Thecla bilix
- Thecla bimaculata
- Thecla binangula
- Thecla biston
- Thecla blenina
- Thecla bolima
- Thecla bosora
- Thecla bouvieri
- Thecla boyeri
- Thecla boyi
- Thecla brasiliensis
- Thecla brillantina
- Thecla brocela
- Thecla bubastus
- Thecla buccina
- Thecla bunnirae
- Thecla buphonia
- Thecla burdi
- Thecla burica
- Thecla buris
- Thecla busa
- Thecla caerulescens
- Thecla caesaries
- Thecla caespes
- Thecla calanus
- Thecla calatia
- Thecla calena
- Thecla calesia
- Thecla callao
- Thecla callides
- Thecla callirrhoe
- Thecla calor
- Thecla caltha
- Thecla calus
- Thecla camissa
- Thecla campa
- Thecla canacha
- Thecla candidus
- Thecla caninius
- Thecla canitus
- Thecla canus
- Thecla capeta
- Thecla caramba
- Thecla caranus
- Thecla cardus
- Thecla carioca
- Thecla carla
- Thecla carnica
- Thecla carolena
- Thecla carpasia
- Thecla carpophora
- Thecla carteia
- Thecla carteri
- Thecla carthaea
- Thecla castimonia
- Thecla castitas
- Thecla castrena
- Thecla catadupa
- Thecla catalasquensis
- Thecla catharinensis
- Thecla catrea
- Thecla cauter
- Thecla cecina
- Thecla ceglusa
- Thecla celelata
- Thecla celmus
- Thecla centoripa
- Thecla centuncula
- Thecla ceranus
- Thecla cerata
- Thecla ceromia
- Thecla cestri
- Thecla cethegus
- Thecla cetra
- Thecla chalcis
- Thecla chaluma
- Thecla chalybeia
- Thecla charichlorus
- Thecla chione
- Thecla chiton
- Thecla chlamydem
- Thecla chlamys
- Thecla chloris
- Thecla chonida
- Thecla christophei
- Thecla cillutincarae
- Thecla cincinata
- Thecla cinerea
- Thecla cithonius
- Thecla citima
- Thecla clarina
- Thecla clarissa
- Thecla clenchi
- Thecla cleocha
- Thecla cleon
- Thecla clepsydra
- Thecla climicles
- Thecla clitumnus
- Thecla coccineifrons
- Thecla cockaynei
- Thecla coelestis
- Thecla coelicolor
- Thecla collucia
- Thecla collustra
- Thecla colombiola
- Thecla color
- Thecla columbicola
- Thecla columbinia
- Thecla comae
- Thecla commodus
- Thecla conchylium
- Thecla confusa
- Thecla conoveria
- Thecla coreana
- Thecla cornae
- Thecla corolena
- Thecla coronata
- Thecla coronta
- Thecla correntina
- Thecla cos
- Thecla cosa
- Thecla cosmophila
- Thecla courvoisieri
- Thecla crambusa
- Thecla crepundia
- Thecla crethona
- Thecla crines
- Thecla crispisulcans
- Thecla crossaea
- Thecla cruenta
- Thecla cupa
- Thecla cupentus
- Thecla cuprea
- Thecla curtira
- Thecla cyanus
- Thecla cybele
- Thecla cybira
- Thecla cyda
- Thecla cydia
- Thecla cydonia
- Thecla cydrara
- Thecla cygnus
- Thecla cyllarissus
- Thecla cynara
- Thecla cyphara
- Thecla cypria
- Thecla cyrriana
- Thecla dama
- Thecla danaus
- Thecla daraba
- Thecla datitia
- Thecla davara
- Thecla dealbata
- Thecla deborrei
- Thecla deidamia
- Thecla deliciae
- Thecla demilineata
- Thecla demonassa
- Thecla denarius
- Thecla deniva
- Thecla deria
- Thecla desdemona
- Thecla desgodinsi
- Thecla detesta
- Thecla diaguita
- Thecla diamantina
- Thecla dicaea
- Thecla dicaeoides
- Thecla dicina
- Thecla dickiei
- Thecla didymaon
- Thecla dindus
- Thecla dindymus
- Thecla dinus
- Thecla dion
- Thecla dissentanea
- Thecla distractus
- Thecla dodava
- Thecla dohertii
- Thecla dolium
- Thecla dolosa
- Thecla dolylas
- Thecla dominicana
- Thecla dorcas
- Thecla doryasa
- Thecla dowi
- Thecla draudti
- Thecla drucei
- Thecla dryope
- Thecla dubiosa
- Thecla ducalis
- Thecla duma
- Thecla dydimaon
- Thecla ecbatana
- Thecla echelta
- Thecla echinita
- Thecla echiolus
- Thecla echion
- Thecla edwardsi
- Thecla edwardsii
- Thecla ela
- Thecla elana
- Thecla electryon
- Thecla elegans
- Thecla eliatha
- Thecla elika
- Thecla elimes
- Thecla elis
- Thecla ella
- Thecla ellida
- Thecla elongata
- Thecla elwesi
- Thecla ematheon
- Thecla emendatus
- Thecla emessa
- Thecla empusa
- Thecla endela
- Thecla endera
- Thecla endymion
- Thecla enenia
- Thecla entheoides
- Thecla epidius
- Thecla episcopalis
- Thecla epopea
- Thecla epopeoides
- Thecla epytus
- Thecla erema
- Thecla eremica
- Thecla erenea
- Thecla eretria
- Thecla ergeus
- Thecla ergina
- Thecla ericeta
- Thecla ericusa
- Thecla erix
- Thecla eronos
- Thecla erthyrozona
- Thecla erybathis
- Thecla eryssus
- Thecla erythrozona
- Thecla esmeralda
- Thecla essus
- Thecla ethemon
- Thecla eumorpha
- Thecla eunus
- Thecla euptychia
- Thecla euripedes
- Thecla eurysides
- Thecla eurytulus
- Thecla excisicosta
- Thecla exiguus
- Thecla exoleta
- Thecla extrema
- Thecla fabricii
- Thecla fabulla
- Thecla facuna
- Thecla falacer
- Thecla falerina
- Thecla fancia
- Thecla farmina
- Thecla fasciata
- Thecla fassli
- Thecla faunalia
- Thecla faventia
- Thecla felderi
- Thecla feretria
- Thecla fernanda
- Thecla fessa
- Thecla fidelia
- Thecla fidentia
- Thecla flavaria
- Thecla floralia
- Thecla floreus
- Thecla flosculus
- Thecla formosana
- Thecla forsteri
- Thecla fortuna
- Thecla fostera
- Thecla foyi
- Thecla francis
- Thecla furcifer
- Thecla furina
- Thecla gabatha
- Thecla gabelus
- Thecla gabina
- Thecla gabriel
- Thecla gabriela
- Thecla gabrielis
- Thecla gadira
- Thecla gaimana
- Thecla gaina
- Thecla galliena
- Thecla gamma
- Thecla gargara
- Thecla gargophia
- Thecla gaumeri
- Thecla gauna
- Thecla geba
- Thecla gedrosia
- Thecla geminata
- Thecla gemma
- Thecla genena
- Thecla gentiana
- Thecla getus
- Thecla giapor
- Thecla gibberosa
- Thecla gigantea
- Thecla ginzii
- Thecla gispa
- Thecla gizela
- Thecla gloriosa
- Thecla gnosia
- Thecla godmani
- Thecla goleta
- Thecla goodsoni
- Thecla grandis
- Thecla greppa
- Thecla grisea
- Thecla guacanagari
- Thecla guapila
- Thecla guayra
- Thecla gundlachianus
- Thecla guzauta
- Thecla hahneli
- Thecla halala
- Thecla hamila
- Thecla harrietta
- Thecla havila
- Thecla heloisa
- Thecla hemon
- Thecla hena
- Thecla heodes
- Thecla heraclides
- Thecla heraldica
- Thecla herodotus
- Thecla herri
- Thecla hesperitis
- Thecla hesychia
- Thecla hicetes
- Thecla hisbon
- Thecla hosmeri
- Thecla hostis
- Thecla humber
- Thecla hyacinthus
- Thecla hyas
- Thecla hybla
- Thecla hygela
- Thecla hypocrita
- Thecla hypoliedes
- Thecla hypsea
- Thecla iamble
- Thecla ibara
- Thecla ilavia
- Thecla illex
- Thecla imma
- Thecla immaculata
- Thecla inachus
- Thecla inconspicua
- Thecla inflammata
- Thecla infrequens
- Thecla ingae
- Thecla inoa
- Thecla inorata
- Thecla inornata
- Thecla insignis
- Thecla instita
- Thecla interjecta
- Thecla invisus
- Thecla ion
- Thecla iopas
- Thecla iroides
- Thecla irus
- Thecla ismarus
- Thecla isobeon
- Thecla itys
- Thecla ivelia
- Thecla ixion
- Thecla jactator
- Thecla jago
- Thecla janthina
- Thecla janthodonia
- Thecla japola
- Thecla japonica
- Thecla johnsoni
- Thecla joya
- Thecla juicha
- Thecla kali
- Thecla kalikimaka
- Thecla kanonis
- Thecla katakirii
- Thecla katura
- Thecla keila
- Thecla kuscheli
- Thecla kwangtungensis
- Thecla labes
- Thecla laceyi
- Thecla laconia
- Thecla lais
- Thecla lampetia
- Thecla lanckena
- Thecla laothoe
- Thecla larseni
- Thecla latagus
- Thecla latreillii
- Thecla laudonia
- Thecla ledaea
- Thecla leechii
- Thecla legionis
- Thecla legota
- Thecla legytha
- Thecla lemnos
- Thecla lemuria
- Thecla lenis
- Thecla leos
- Thecla leptocosma
- Thecla letha
- Thecla leucania
- Thecla leucogyna
- Thecla leucophaeus
- Thecla levis
- Thecla licinia
- Thecla ligia
- Thecla ligurina
- Thecla lilacina
- Thecla limenia
- Thecla lincoides
- Thecla lincus
- Thecla lineata
- Thecla liparops
- Thecla lisus
- Thecla literatus
- Thecla loki
- Thecla lollia
- Thecla longuloides
- Thecla lophis
- Thecla lorata
- Thecla lorea
- Thecla lorina
- Thecla lotis
- Thecla loxurina
- Thecla lucagus
- Thecla lucaris
- Thecla lucena
- Thecla lutea
- Thecla lutzi
- Thecla lycabas
- Thecla lycimna
- Thecla lyde
- Thecla lydia
- Thecla lydus
- Thecla macaria
- Thecla mackwoodi
- Thecla maculata
- Thecla madie
- Thecla maeonis
- Thecla maesites
- Thecla maevia
- Thecla major
- Thecla malina
- Thecla malvania
- Thecla malvina
- Thecla mandara
- Thecla mantica
- Thecla maraches
- Thecla marcidus
- Thecla margarita
- Thecla margaritacea
- Thecla marius
- Thecla marmous
- Thecla martialis
- Thecla mathewi
- Thecla matho
- Thecla mazurka
- Thecla mecrida
- Thecla megacles
- Thecla megamede
- Thecla megarus
- Thecla melanthea
- Thecla melba
- Thecla melibaeus
- Thecla melidor
- Thecla melimus
- Thecla melleus
- Thecla melli
- Thecla melma
- Thecla melpomene
- Thecla melzeri
- Thecla menalcas
- Thecla mera
- Thecla mesca
- Thecla metanira
- Thecla metunira
- Thecla mimas
- Thecla mimula
- Thecla minerva
- Thecla minniles
- Thecla minthe
- Thecla minyia
- Thecla mirabelle
- Thecla mirabilis
- Thecla miranda
- Thecla mirma
- Thecla mishma
- Thecla modesta
- Thecla moesites
- Thecla moncus
- Thecla monica
- Thecla mossi
- Thecla muatta
- Thecla muattina
- Thecla muela
- Thecla muiri
- Thecla mulsus
- Thecla mulucha
- Thecla munatia
- Thecla munditia
- Thecla murex
- Thecla muridosca
- Thecla mushana
- Thecla mutina
- Thecla mycon
- Thecla myron
- Thecla myrsina
- Thecla myrtea
- Thecla myrtillus
- Thecla myrtusa
- Thecla nana
- Thecla nannidon
- Thecla nebis
- Thecla neis
- Thecla neoperplexa
- Thecla neora
- Thecla nepia
- Thecla nerva
- Thecla netesca
- Thecla nigra
- Thecla nigriplaga
- Thecla nigroflavus
- Thecla nipona
- Thecla nisaee
- Thecla nitetis
- Thecla nitor
- Thecla nivepunctata
- Thecla nobilis
- Thecla nora
- Thecla norax
- Thecla normahal
- Thecla nortia
- Thecla nota
- Thecla nubes
- Thecla nubilum
- Thecla nugar
- Thecla numen
- Thecla obelus
- Thecla oberthueri
- Thecla obliterata
- Thecla obscura
- Thecla obsoleta
- Thecla occidentalis
- Thecla oceia
- Thecla ocrida
- Thecla odinus
- Thecla ohausi
- Thecla olbia
- Thecla oleris
- Thecla opacitas
- Thecla opalia
- Thecla opaliana
- Thecla ophelia
- Thecla ophia
- Thecla opisena
- Thecla orasus
- Thecla orcidia
- Thecla orcillula
- Thecla oreala
- Thecla orios
- Thecla ornata
- Thecla ornatrix
- Thecla ornea
- Thecla orobia
- Thecla orobiana
- Thecla orocana
- Thecla orses
- Thecla orsilla
- Thecla orsina
- Thecla ortaloides
- Thecla ortalus
- Thecla oslari
- Thecla ostia
- Thecla ostrinus
- Thecla otoheba
- Thecla ouvrardi
- Thecla oxida
- Thecla pactya
- Thecla paetus
- Thecla palegon
- Thecla pallida
- Thecla palumbes
- Thecla pan
- Thecla pantoni
- Thecla paphia
- Thecla paphlagon
- Thecla paralus
- Thecla parasia
- Thecla paron
- Thecla parthenia
- Thecla parvipuncta
- Thecla paseo
- Thecla patrius
- Thecla paupera
- Thecla pavo
- Thecla peculiaris
- Thecla pedusa
- Thecla pelops
- Thecla peona
- Thecla peonida
- Thecla percomis
- Thecla pereza
- Thecla perisus
- Thecla perola
- Thecla perpenna
- Thecla persimilis
- Thecla peruensis
- Thecla peruviana
- Thecla petaurister
- Thecla petelina
- Thecla petilla
- Thecla petus
- Thecla phacana
- Thecla phaea
- Thecla phaenna
- Thecla phalanthus
- Thecla phallica
- Thecla pharus
- Thecla phegeus
- Thecla philinna
- Thecla phobe
- Thecla phoenissa
- Thecla phoster
- Thecla photeinos
- Thecla photismos
- Thecla phrosine
- Thecla phrutus
- Thecla phrynisca
- Thecla phydela
- Thecla picentia
- Thecla picquenardi
- Thecla picus
- Thecla piplea
- Thecla pisidula
- Thecla plusios
- Thecla polama
- Thecla politus
- Thecla polybe
- Thecla ponce
- Thecla porphyreticus
- Thecla porphyritis
- Thecla porthura
- Thecla portoena
- Thecla posetta
- Thecla prattei
- Thecla pratti
- Thecla praxis
- Thecla pretiosa
- Thecla proba
- Thecla promissa
- Thecla pseudarenia
- Thecla pseudolongula
- Thecla publica
- Thecla pudica
- Thecla pulchritudo
- Thecla punctum
- Thecla punona
- Thecla puppius
- Thecla pura
- Thecla purissima
- Thecla purpura
- Thecla purpurantes
- Thecla purpuriticus
- Thecla putnami
- Thecla pythagoras
- Thecla quadrimaculata
- Thecla quadrufus
- Thecla quassa
- Thecla quercivora
- Thecla quindiensis
- Thecla radiatio
- Thecla rana
- Thecla ravus
- Thecla regina
- Thecla renidens
- Thecla restricta
- Thecla rhodope
- Thecla rhymnus
- Thecla rickmanni
- Thecla rileyi
- Thecla rinde
- Thecla rita
- Thecla rocena
- Thecla rojasi
- Thecla romulus
- Thecla rubicundula
- Thecla rubifer
- Thecla rufanalis
- Thecla rufofusca
- Thecla rugatus
- Thecla rumaniae
- Thecla rustan
- Thecla rutila
- Thecla sabinus
- Thecla sadiei
- Thecla saitua
- Thecla sala
- Thecla salaeides
- Thecla salona
- Thecla sanctissima
- Thecla sangala
- Thecla sanguinalis
- Thecla santans
- Thecla sapota
- Thecla sarita
- Thecla scamander
- Thecla schausa
- Thecla schausi
- Thecla schryveri
- Thecla scopas
- Thecla scoteia
- Thecla sedecia
- Thecla seitzi
- Thecla selika
- Thecla selina
- Thecla semones
- Thecla sendiga
- Thecla senta
- Thecla septentrionalis
- Thecla serapio
- Thecla sergius
- Thecla sesara
- Thecla sethon
- Thecla sheridanii
- Thecla sichaeus
- Thecla sicheus
- Thecla sicrana
- Thecla silenissa
- Thecla silenus
- Thecla silumena
- Thecla simasca
- Thecla sinemacula
- Thecla sinnis
- Thecla sista
- Thecla sito
- Thecla smaragdus
- Thecla socia
- Thecla sophocles
- Thecla sospes
- Thecla spadix
- Thecla sparsa
- Thecla sphinx
- Thecla spinctorum
- Thecla spinosae
- Thecla splendor
- Thecla sponsa
- Thecla spurina
- Thecla spurius
- Thecla stagira
- Thecla steinbuhleri
- Thecla stigmatos
- Thecla stiktos
- Thecla stilbia
- Thecla strephon
- Thecla strigosa
- Thecla strophius
- Thecla suada
- Thecla subflorens
- Thecla subobscura
- Thecla suda
- Thecla sulgeri
- Thecla sumptuosa
- Thecla sycena
- Thecla syedra
- Thecla sylea
- Thecla syllis
- Thecla sylvana
- Thecla tabena
- Thecla tacita
- Thecla tadita
- Thecla tagyra
- Thecla tagyroides
- Thecla taiheizana
- Thecla talama
- Thecla talayra
- Thecla talboti
- Thecla taminella
- Thecla tamos
- Thecla tarania
- Thecla tarena
- Thecla tarpa
- Thecla tatsienluica
- Thecla taunayi
- Thecla tayai
- Thecla teatea
- Thecla tegaea
- Thecla telemus
- Thecla tella
- Thecla tema
- Thecla temathea
- Thecla temella
- Thecla tephraeus
- Thecla terentia
- Thecla teresina
- Thecla tetra
- Thecla teucria
- Thecla thabena
- Thecla thales
- Thecla thalesa
- Thecla thama
- Thecla thara
- Thecla thargelia
- Thecla theia
- Thecla thenca
- Thecla theocritus
- Thecla thespia
- Thecla thespis
- Thecla thestia
- Thecla thius
- Thecla thoria
- Thecla thrasyllus
- Thecla thulia
- Thecla thyesta
- Thecla thyrea
- Thecla tiasa
- Thecla tigonia
- Thecla timaea
- Thecla timoclea
- Thecla tirrhaea
- Thecla tityrus
- Thecla toba
- Thecla togarna
- Thecla tollus
- Thecla tolmides
- Thecla tomlinsoni
- Thecla torfrida
- Thecla torris
- Thecla toussainti
- Thecla trebonia
- Thecla trinitatis
- Thecla triquetra
- Thecla tristis
- Thecla trivaldskyi
- Thecla trochus
- Thecla tucumana
- Thecla tuneta
- Thecla tyleri
- Thecla tympania
- Thecla tyriam
- Thecla tyrianthina
- Thecla tyrrhenus
- Thecla tyrrius
- Thecla ufentina
- Thecla ulia
- Thecla umbratus
- Thecla una
- Thecla undulata
- Thecla unilinea
- Thecla upupa
- Thecla uterkudante
- Thecla uzza
- Thecla wagenknechti
- Thecla valentina
- Thecla vallonia
- Thecla variegata
- Thecla watarii
- Thecla watkinsi
- Thecla watsoni
- Thecla velina
- Thecla vena
- Thecla venezuelae
- Thecla venustus
- Thecla verania
- Thecla verbenaca
- Thecla werneri
- Thecla wernickei
- Thecla vesper
- Thecla vespianus
- Thecla vesulus
- Thecla veterator
- Thecla vevenae
- Thecla viceta
- Thecla wickhami
- Thecla vidulus
- Thecla vieca
- Thecla viggia
- Thecla wilhelmina
- Thecla villia
- Thecla viola
- Thecla violacea
- Thecla viresco
- Thecla viridicans
- Thecla viridis
- Thecla wittfeldi
- Thecla wittfieldi
- Thecla voconia
- Thecla volana
- Thecla voltinia
- Thecla volumen
- Thecla volupia
- Thecla vomiba
- Thecla vulnerator
- Thecla xenophon
- Thecla xorema
- Thecla xoremoides
- Thecla yakushimaensis
- Thecla yangi
- Thecla y-fasciatus
- Thecla yojoa
- Thecla zava
- Thecla zebina
- Thecla ziba
- Thecla zigira
- Thecla ziha
- Thecla zilda
- Thecla zoe
- Thecla zotelistes
- Thecla zulia
- Thecla zurkvitzi